# Aeschynomene langlassei
Aeschynomene langlassei är en ärtväxtart som beskrevs av Velva Elaine Rudd. Aeschynomene langlassei ingår i släktet Aeschynomene och familjen ärtväxter. Inga underarter finns listade i Catalogue of Life.